# Маневей (Огайо)
Маневей (англ. Mantua) — селище (англ. village) в США, в окрузі Портадж штату Огайо. Населення — 1001 особа (2020).

## Географія
Маневей розташований за координатами 41°16′55″ пн. ш. 81°13′21″ зх. д. / 41.28194° пн. ш. 81.22250° зх. д. (41.281952, -81.222399).  За даними Бюро перепису населення США в 2010 році селище мало площу 3,67 км², з яких 3,63 км² — суходіл та 0,04 км² — водойми.

## Демографія
Згідно з переписом 2010 року, у селищі мешкали 1043 особи в 451 домогосподарстві у складі 267 родин. Густота населення становила 284 особи/км².  Було 477 помешкань (130/км²).
Расовий склад населення:
| - 98,2 % — білих - 0,3 % — чорних або афроамериканців - 0,1 % — вихідців з тихоокеанських островів - 0,1 % — корінних американців - 0,1 % — азіатів |

До двох чи більше рас належало 1,2 %. Частка іспаномовних становила 0,5 % від усіх жителів.
За віковим діапазоном населення розподілялося таким чином: 22,8 % — особи молодші 18 років, 63,9 % — особи у віці 18—64 років, 13,3 % — особи у віці 65 років та старші. Медіана віку мешканця становила 41,5 року. На 100 осіб жіночої статі у селищі припадало 92,8 чоловіків;  на 100 жінок у віці від 18 років та старших — 88,1 чоловіків також старших 18 років.
Середній дохід на одне домашнє господарство  становив 52 628 доларів США (медіана — 36 733), а середній дохід на одну сім'ю — 61 166 доларів (медіана — 57 083). Медіана доходів становила 45 227 доларів для чоловіків та 32 500 доларів для жінок. За межею бідності перебувало 20,3 % осіб, у тому числі 34,1 % дітей у віці до 18 років та 22,4 % осіб у віці 65 років та старших.
Цивільне працевлаштоване населення становило 647 осіб. Основні галузі зайнятості: виробництво — 19,3 %, освіта, охорона здоров'я та соціальна допомога — 13,6 %, роздрібна торгівля — 12,8 %.